# Gerald du Maurier
Gerald Hubert Edward Busson du Maurier (26 de marzo de 1873-11 de abril de 1934) fue un actor y director teatral inglés.

## Biografía
Nacido en Londres, Inglaterra, era hijo del escritor George du Maurier, hermano de Sylvia Llewelyn Davies y padre de las escritoras Angela du Maurier (1904-2002) y Daphne du Maurier (1907-1989), y de la pintora Jeanne du Maurier (1911–1996). Asimismo fue amigo de Henry James. Estudió en la Heath Mount School de Londres y en la Harrow School. Aunque inicialmente quiso dedicarse a las finanzas, finalmente actuó en el teatro. Su primer trabajo como actor fue un pequeño papel en la pieza de Sydney Grundy An Old Jew, gracias a John Hare, amigo de su padre y director del Teatro Garrick Theatre.
Tras hacer numerosos pequeños papeles antes de 1900, su popularidad se asentó gracias a primeros papeles en los estrenos de dos obras de James Matthew Barrie: como Ernest en The Admirable Crichton en 1902, y con el doble papel de George Darling y Capitán Garfio (reemplazando a Seymour Hicks, que había rechazado el papel) en Peter Pan, representada en el Teatro Duke of York, en Londres, el 27 de diciembre de 1904. También actuó en otras obras de Barrie, incluyendo Dear Brutus. 
El personaje Wendy Darling de Peter Pan toma su nombre de parte del de la hija de Du Maurier, Angela, la cual años más adelante interpretó en la escena a Wendy. Los niños Llewelyn Davies, hijos de la hermana de Gerald, Sylvia Llewelyn Davies, fueron la inspiración para Peter Pan y otros de los personajes infantiles de la obra de Barrie.
Con Frank Curzon codirigió el Teatro Wyndham entre 1910 y 1925, trasladándose después al Teatro St James. Fue también presidente del The Actors' Orphanage. En 1922, en la cima de su fama, fue nombrado caballero, pero continuó actuando el resto de su vida. En sus últimos años actuó en el cine con papeles como el de un médico alemán en I Was A Spy, el ayuda de cámara del emperador en Catherine the Great y, poco antes de su enfermedad final, Wessensee en el film de 1934 de Michael Balcon Jew Süss.
Gerald Du Maurier falleció en 1934 en Londres, a causa de un cáncer.